# La giustizia di una madre
La giustizia di una madre (Her Own Justice) è un film televisivo del 2015, diretto da Jason Bourque.

## Trama
L'avvocato Nora Betnner si è da poco trasferita con la sua famiglia in un quartiere di lusso quando suo figlio Angus di cinque anni scompare misteriosamente mentre la sorella diciassettenne Scarlett gli stava facendo da babysitter. Del suo rapimento viene sospettato Seth, figlio adolescente dei disadattati vicini di casa, ma non avendo prove contro di lui la polizia è costretta a rilasciarlo. Dopo che Scarlett ha ricevuto una foto di Angus imbavagliato, Nora decide di rapire il giovane ed inizia a torturarlo nella speranza di scoprire da lui cosa sia successo a suo figlio.

## Produzione
Il film venne girato a Vancouver con il titolo di produzione In Their Own Hands.

## Distribuzione
Il film venne trasmesso negli Stati Uniti l'8 novembre 2015 dal canale Lifetime Television con il titolo A Mother's Instinct.

## Riconoscimenti
- 2016 - Leo Awards
  - Nomination Best Lead Performance By A Male in a Television Movie a Richard Harmon[2]